# Potegaon
Potegaon fou un estat tributari protegit del tipus zamindari al districte de Chandrapur a les Províncies Centrals. Amb una superfície de 88 km² el formaven 15 pobles; el territori era muntanyós. La població el 1881 era de 793 habitants. La capital era Potegaon amb una població el mateix any de 301 habitants.